# Stensholmens naturreservat
Stensholmens naturreservat är ett naturreservat i Norrtälje kommun i Stockholms län.
Området är naturskyddat sedan 1971 och är 46 hektar stort. Reservatet omfattar västra delen av Stora Stensholmen med sammanväxta holmar. Reservatet består av gran- och tallskog med ett mindre inslag av lövträd och även något ädellövträd.